# Lycodon striatus
Lycodon striatus là một loài rắn trong họ Rắn nước. Loài này được Shaw mô tả khoa học đầu tiên năm 1802.

## Hình ảnh

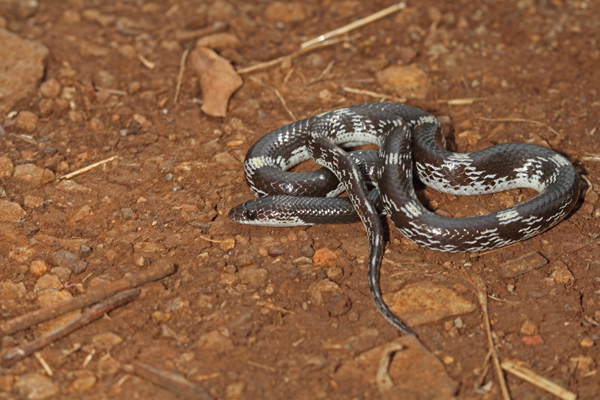